# 잡 엔트리 서브시스템 2/3
잡 엔트리 서브시스템(Job Entry Subsystem, JES)은 IBM MVS (OS/VS2 R2 ~ z/OS) 운영 체제의 구성 요소의 하나로, 컴퓨터 시스템에 잡을 기입하고 잡 처리를 위한 스케줄링을 하며 잡의 출력 처리를 제어한다.
"JES"라는 용어가 OS/VS1에도 있으나 보통 "JES1"로 부른다.
MVS JES는 MVS 하에서 구동되는 태스크(task)의 하나로서 여러 잡들을 MVS 시스템에 기입하거나 MVS 시스템으로부터 잡을 출력함과 동시에 실행 스케줄링을 제어하는데 필요한 기능들을 제공한다. MVS 운영 체제를 위한 효율적인 스풀링, 스케줄링, 관리 기능을 제공하도록 설계되어 있다. 잡 처리를 수많은 태스크들로 분리함으로써 MVS는 더 효율적으로 운영할 수 있다. 특정 시간대에서 컴퓨터 시스템의 자원은 개개의 잡들을 위한 태스크들을 바삐 처리하는 동안, 다른 태스크들은 이러한 자원들을 이용할 수 있을 때까지 기다린다.
즉, MVS는 MVS의 기본 제어 프로그램과 JES 사이의 잡과 자원의 관리를 분리시킨다. 이러한 방식으로 JES는 프로그램 실행 전후에 잡들을 관리하며, 기본 제어 프로그램은 처리 도중에 해당 잡들을 관리한다.
MVS에는 세 개의 JES가 있다.: 마스터, JES2, JES3.
마스터(Master) 서브시스템은 시스템 초기화를 하는 도중에, 또 JES의 주 제어권 밖에서 실행되어야 하는 시스템 태스크를 시작할 때 사용된다. 특히 주 JES를 시작하는데 사용된다.
JES2 (잡 엔트리 서브시스템 2)는 하스프(Houston Automatic Spooling Priority, HASP)에 그 기원을 두며, IBM의 프로그래머들이 주도적으로 개발하였고 마침내 1960년대 중순에 이르러 NASA를 위해 IBM이 소유, 지원하게 되었다.
JES3 (잡 엔트리 서브시스템 3)는 대체적으로 부착 보조 프로세서(Attached Support Processor, ASP)로부터 비롯되었으며, IBM이 초기에 선호했던 OS/360 유닛 레코드 I/O를 위한 시스템이었다.

## 같이 보기
- 일괄 처리
- SDSF

## 참조
1. ↑  “The job entry subsystem of OS/VS1, by J. H. Baily, J. A. Howard, and T. J. Szczygielski, IBM Systems Journal, Volume 13 (1974), No 3, Page 253”. 2016년 3월 3일에 원본 문서에서 보존된 문서. 2014년 3월 17일에 확인함.
2. ↑  IBM Corporation (1972). 《OS/Virtual Storage 1 Features Supplement》 (PDF).
3. ↑  
IBM (1971년 2월 26일). 《The HASP System, February 26, 1971 HASP II (360D-05.1-014) V3M1》. Version 3 Modification Level 1.
4. ↑  
IBM (September 1976). 《OS/VS2 HASP II Version 4 User's Guide Program Number 370H-TX-001 VS2 SVS Release 1.7》 (PDF). First Edition. GC27-0052-0.
5. ↑  
IBM. 《IBM System/360 and System/370 Asymmetric Multiprocessing System: General Information Manual, Program Number 360A-CX-15X》. GH20-1173.